# Варшава-Урсус
Варшава-Урсус (пол. Warszawa Ursus) — остановочный пункт железной дороги в Варшаве, расположен в районе Урсус (в Мазовецком воеводстве Польши). Имеет 2 платформы и 3 пути. 
Остановочный пункт на железнодорожной линии Варшава-Средместье — Гродзиск-Мазовецкий, построен в 1926 году. 